# Pic d’Asti
Pic d'Asti – szczyt w Alpach Kotyjskich, części Alp Zachodnich. Leży na granicy między Włochami (regionie Piemont) a Francją (region Prowansja-Alpy-Lazurowe Wybrzeże). Szczyt można zdobyć drogą przez przełęcz Col Agnel (2744 m). Sąsiaduje z Monte Aiguillette.